# Kurzes Tal-Viadukt
Der Kurzes Tal-Viadukt ist eine Eisenbahnbrücke der Odenwaldbahn auf der Gemarkung von Unter-Sensbach, Ortsteil der Stadt Oberzent, im Odenwaldkreis im südlichen Odenwald.

## Lage
Der Kurzes Tal-Viadukt liegt zwischen dem Haltepunkt Hesseneck Kailbach und dem Bahnhof Eberbach, wenige Meter vor der Landesgrenze zwischen Hessen und Baden-Württemberg auf hessischer Seite, gegenüber von Friedrichsdorf, Ortsteil von Eberbach.
Die Brücke überspannt das gleichnamige Seitental der Itter.

## Architektur und Geschichte
Der ca. 60 m lange Kurzes Tal-Viadukt besteht aus Bruchsteinmauerwerk, das mit Sandsteinquadern verblendet wurde.
Der Viadukt wurde in den Jahren 1880–1882 errichtet und ist in seiner Bauweise eine verkleinerte Kopie des Himbächel-Viaduktes an der gleichen Strecke. 
Am 27. Mai 1882 wurde das Bauwerk zusammen mit der Eröffnung des Streckenabschnittes Kailbach–Eberbach dem Verkehr übergeben.

## Denkmalschutz
Die Eisenbahnbrücke ist ein Kulturdenkmal aufgrund des Hessischen Denkmalschutzgesetzes.
Der Viadukt ist ein gutes Beispiel der Ingenieurbaukunst in den 1880er Jahren.